# Chain of Strength
Chain of Strength var ett amerikanskt hardcoreband, bildat 1988 i södra Kalifornien.
Bandets första alster var 7"-singeln True Till Death, släppt på Revelation Records. Därefter lämnade bandet Revelation och bildade istället det egna bolaget Foundation Records, på vilket man gav ut ytterligare en 7", What Holds Us Apart. Revelation Records återutgav senare båda 7" som samlingsskivan The One Thing That Still Holds True.
Bandet upplöstes 1991.

## Medlemmar
- Curt Canales - sång
- Ryan Hoffman - gitarr
- Chris Bratton - trummor
- Alex Barreto - Bass
- Frosty (Paul Hertz) - gitarr

## Diskografi
- True Till Death 7" (Revelation Records)
- What Holds Us Apart 7" (Foundation Records)
- The One Thing That Still Holds True CD/LP/Kassett (Revelation Records)